# Коробовське (Білорусь)
Коробовське (біл. вёска Карабоўскае) — село в складі Березинського району Мінської області, Білорусь. Село підпорядковане Мачеській сільській раді, розташоване в східній частині області.